# 梅友月
梅友月（1570年4月8日—？），字如柏，號望舒，湖廣五開衛軍籍，直隸徽州府婺源縣人，明朝政治人物、同進士出身。

## 生平
梅友月早年出身貴州黎平府學生，以萬曆十九年（1591年）以《書經》中辛卯科貴州鄉試第十一名舉人，聯捷萬歷二十九年（1601年）辛丑科會試第二百九十六名，三甲十六名進士，刑部觀政，授重慶府推官，三十六年升吏部验封司主事，三十七年調文选司，本年陞验封司員外郎，三十八年調文选司员外郎，本年轉稽勋司郎中，养病。四十一年起升廣東布政司右參政，本年养病。

## 家族
曾祖梅英，祖父梅元，父親梅孟春，母親粟氏。慈侍下，兄友鶴、友蘭，娶王氏。